# Preutin-Higny
Preutin-Higny é uma comuna francesa na região administrativa de Grande Leste, no departamento de Meurthe-et-Moselle. Estende-se por uma área de 7,02 km². Em 2010 a comuna tinha 144 habitantes (densidade: 20,5 hab./km²).